# Finberry
Finberry är en ort i grevskapet Kent i sydöstra England. Orten ligger i distriktet Ashford och civil parishen Sevington with Finberry, direkt sydost om Ashford. Tätorten (built-up area) hade 1 570 invånare vid folkräkningen år 2021.